# Terra ferma (pel·lícula)
Terra ferma (títol en anglès: Anchor and Hope, literalment en català: Àncora i esperança) és una pel·lícula de 2017 dirigida per Carlos Marqués-Marcet. S'ha doblat al català.

## Argument
Als seus 38 anys, l'Eva tem que el seu rellotge biològic s'aturi per sempre, però la seva xicota Kat no vol que un nounat alteri la vida lliure i despreocupada que porten totes dues en una barca en els canals de Londres. Quan el Roger arriba de visita des de Barcelona, l'Eva no només veu en ell el millor amic de la seva xicota i el millor aliat emocional imaginable, sinó també un potencial donant. I, per sorpresa de Kat, al Roger l'atrau la idea de ser pare, tot i ser un home a qui les relacions no acostumen a durar més d'una nit... per la qual cosa a la Kat no li queda més remei que acceptar la posada en marxa del pla per por a perdre l'Eva.

## Repartiment
- Natalia Tena: Kat
- Oona Chaplin: Eva
- Geraldine Chaplin: Germaine
- Trevor White: Martin
- Lara Rossi: Jinx
- David Verdaguer: Roger
- Charlotte Atkinson: Susana
- Philip Arditti: Farid
- Meghan Treadway: Christine

## Premis i nominacions

### Premis
- Premis del Cinema Europeu de 2018
  - Millor pel·lícula

- Premi Sant Jordi de Cinematografia de 2018
  - Millor pel·lícula espanyola

- Premis Gaudí de 2018: 
  - Millor actor, per David Verdaguer
  - Millor pel·lícula en llengua no catalana

### Nominacions
- Premis FEROZ
  - Millor comèdia

- Premis Gaudí de 2018: 
  - Millor director, per Carlos Marqués-Marcet
  - Millor guió, per Carlos Marqués-Marcet i Jules Nurrish
  - Millor actriu, per Oona Chaplin
  - Millor direcció de producció, per Sergi Moreno i Sophie Venner
  - Millor direcció artística, per Tim Dickel
  - Millor actriu secundària, per Natalia Tena
  - Millor fotografia, per Dagmar Weaver-Madsen
  - Millor vestuari, per Vinyet Escobar
  - Millor so, per Diego Casares, Jonathan Darch i Dani Zacharias